# Letalonosilke razreda Invincible
Invincible je bil britanski razred treh lahkih letalonosilk. V razredu so bile letalonosilke HMS Invincible (R05), HMS Illustrious (R06) in HMS Ark Royal (R07). Oborožene so bile z lovci Sea Harrier in helikopterji Sea King. 
Letalonosilke so bile namenjene protipodmorniškem bojevanju v Severnem Atlantiku. So se pa uporabljale tudi v Falklandski vojni, med vojno v Jugoslaviji (v 1990. letih) in v nnvaziji na Irak leta 2003. 
Vse letalonosilke razreda so upokojili, dve od njih so razrezali. Nasledili jih bosta dve precej večji letalonosilki razreda Queen Elizabeth. 